# Omnia mea mecum porto
Omnia mea mecum porto „All meinen Besitz trage ich bei mir“ ist ein von Cicero dem griechischen Philosophen Bias von Priene zugeschriebener Ausspruch. Bias von Priene, einer der sieben Weisen, soll diesen Ausspruch auf der Flucht aus seiner Heimatstadt getätigt haben: Sein wahrer Besitz liegt in seinen Fähigkeiten und seinen charakterlichen Eigenschaften – und nicht in materiellen Dingen. Daran wird der Einfluss der Kyniker auf die Lehre der Stoa deutlich; man vergleiche etwa die Ansichten des Diogenes von Sinope zu materiellem Besitz.
Seneca schreibt diesen Ausspruch später dem Philosophen Stilpon (auch: Stilbon) nach der Zerstörung seiner Stadt Megara durch Demetrios Poliorketes in der Variante „Omnia mea mecum sunt“ zu.
Andere Variante: „Sapiens omnia sua secum portat“.